# Neffex
Neffex (stilisierte Eigenschreibweise NEFFEX) ist ein ehemaliges US-amerikanisches Musikerduo, das hauptsächlich auf YouTube Musik mit einer Creative-Commons-Lizenz veröffentlichte, die eine Weiterbenutzung erlaubt. Dieses Duo trennte sich im Frühjahr 2021. Bryce und Cameron machen nun einzeln Musik, wobei Bryce weiterhin den Namen Neffex nutzt. Seit August 2021 veröffentlicht Bryce, neben Neffex, auch Musik unter seinem eigenen Namen.

## Musikgenre
Neffex produziert hauptsächlich eigene Lieder. Bis 2016 haben sie auch Remixes veröffentlicht, die aber größtenteils von YouTube heruntergenommen wurden. Die Musik enthält primär Elemente der elektronischen Musik, des Rap und des Alternative Rock. Die Texte der Songs behandeln Themen von schwierigen Lebenssituationen oder Sehnsüchten, aber auch von Personen, die ihr Leben verändert haben. Neffex' Ziel ist es, mit ihrer Musik andere Leute zu „inspirieren“ und zu „motivieren“.

## Mitglieder
Neffex besteht nur noch aus Bryce Savage. Das frühere Mitglied, Cameron Wales, macht seit ihrer Trennung nun eigene Musik.

## Logo

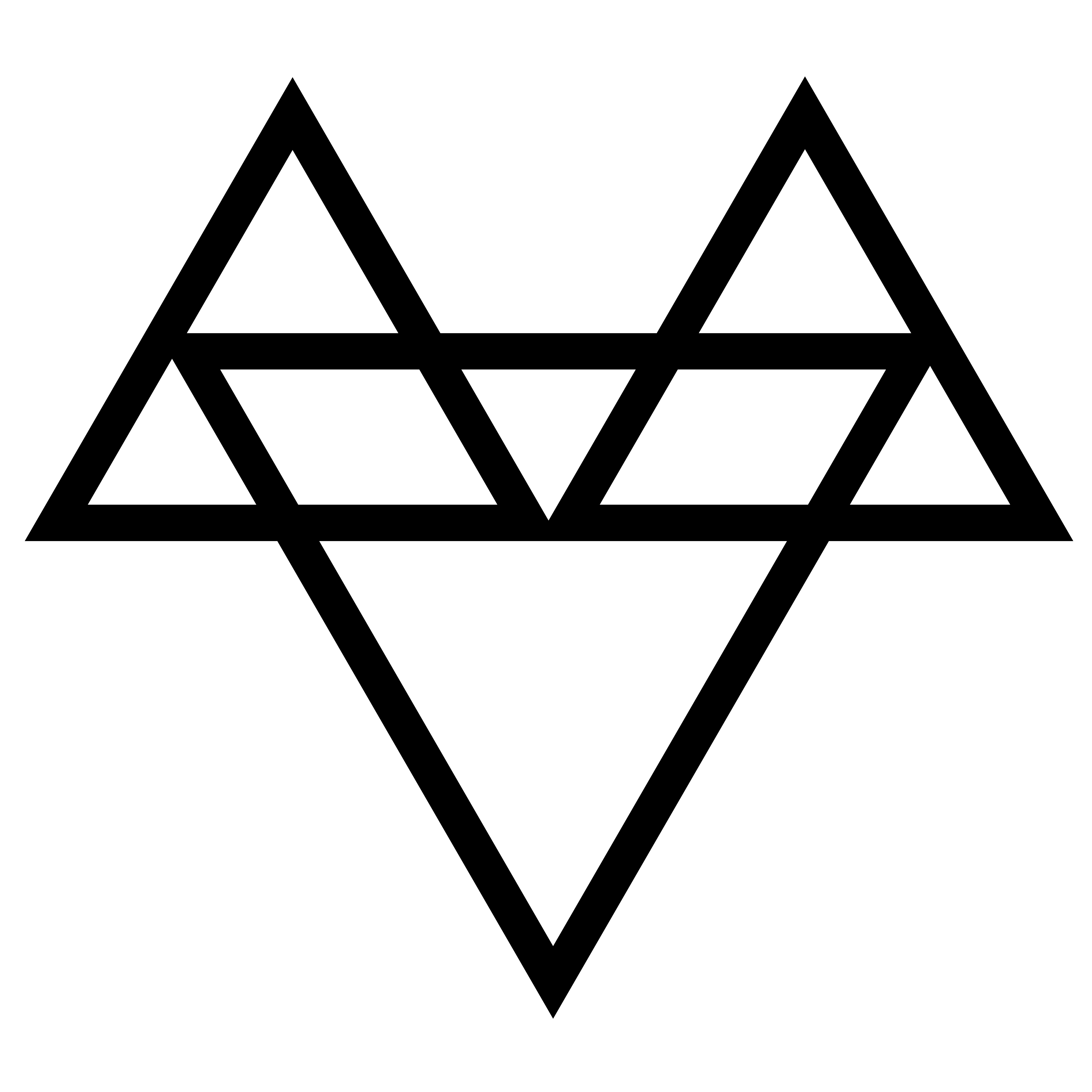
Logo

Das Logo setzt sich aus einem großen Hauptdreieck zusammen, das von zwei umgedrehten Dreiecken überlappt wird. Bryce sagte, dass er ein Logo erstellen wollte, das einfach zu zeichnen ist, ähnlich zum universellem S.

## Tour
Das Duo war 2019 unter anderem mit Q203 europaweit auf Tour. Bryce war 2023 erneut auf Tour, diesmal weltweit. Die Tour nannte er Born a Rockstar: The World Tour, benannt nach seinem Song Born a Rockstar und der gleichnamigen Kollektion.

## Merchandise
Das Duo finanziert sich unter anderem durch den Verkauf von Kleidung, die ihr Logo trägt.

## Diskografie

### EPs
- Q203 (2019)

### Alben
- thatDROP Guest Mix 005 Presents NEFFEX (2014)[6]
- New Beginnings (2020)

### Kompilationen
- Fight Back: The Collection (2018)
- Careless: The Collection (2019)
- Destiny: The Collection (2019)
- Best of Me: The Collection (2019)
- No Turning Back: The Collection (2021)
- Born a Rockstar: The Collection (2021)
- Built to Last: The Collection (2022)
- Better Days: The Collection (2022)
- My Way: The Collection (2022)
- Stay Strong: The Collection (2023)
- Fearless: The Collection (2023)
- Best of Neffex: 100 in 100 Pt. 2 (2023)
- Change: The Collection (2023)
- Learning to Let Go: The Collection (2024)

### Singles
- Killa (2016)
- If JAUZ Played Guitar (2016)
- Messed Up (2016)
- Rollin’ with the Devil (2016)
- College (2016)
- Bros B4 Hoes (2017)
- Summer (2017)
- Tonight (2017)
- Hometown (2017)
- Gossip (2017)
- Sober (2017)
- Lit (2017)
- Who the Fuck Is NEFFEX!? (2017)
- Rumors (2017, US: Gold)[7]
- Hey Yea (2017)
- Woah (2017)
- Dream Catcher (2017)
- Party Like the 80s (2017)
- Fight Back (2017, US: Gold)
- Welcome to the City (2017)
- Ready to Go (2017)
- Head Down (2017)
- First Time (2017)
- Never Hold Back (2017)
- Shmack’d (2017)
- Hungover (2017)
- Let Me Down (2017)
- Baller (2017)
- Roller Coaster (2017)
- Gibberish (2018)
- Forget ’em (2018)
- Can’t Lose (2018)
- Deep in the Game (2018)
- Save Me (2018)
- Hype (2018)
- Blessed (2018)
- R.I.P. (2018)
- Go Hard (2018)
- Touch the Sky (2018)
- A Feeling (2018)
- With You (2018)
- Summertime (2018)
- Comeback (2018)
- Got This (2018)
- Trust Me (2018)
- So Fine (2018)
- Climb (2018)
- Fall Asleep (2018)
- Broken Dreams (2018)
- The Show (2018)
- Hate It or Love It (2018)
- Lost Not Found (2018)
- Mystify (2018)
- Home (2018)
- Keep Dreaming (2018)
- Runaway (2018)
- Merry Litmas (2018)
- We Could Do It All (2018)
- 100 (Count It) (2019)
- Trapped in a Nightmare (2019)
- Pull Me Apart (2019)
- Lose My Mind (2019)
- Torn Apart (2019)
- Coming for You (2019)
- I’m Not Worth It (2020)
- Time (2021)
- Are You Ok? (2021)
- This Is Not a Christmas Song (2021)
- Hustlin’ (2021)
- Catch Me If I Fall (2022)
- Don’t Let Go (2022)
- Pinky Promise (2022)
- My Mind (2022)
- The Rain (2022)
- Back One Day (2022)
- This Is Not a Christmas Song (2022)
- Desperate (2023)
- I Will Be the Best (2023)
- Find My Way Out (2023)
- Give Me a Sign (2024)
- Take Off (2024)
- Rush (2024)
- Stand Up (2024)

### Features
- The Answer (von Smallpools)
- Night Rider (von Frank Zummo)
- Sober (von Josh A)
- Secrets (von PLVTINUM)
- War (von Bazanji)

### Unveröffentlichte Demos
- The Friends Inside My Head
- Hard
- I Wanna Feel Alive
- Over It
- You Take My Breath Away
- You
- No Future
- Goodbye
- Don't Be Frightened
- Pretty Lies